# Antoni Felicjan Aleksandrowicz
Antoni Felicjan Aleksandrowicz herbu własnego (zm. 8 kwietnia 1786 roku) – sekretarz Rady Nieustającej w latach 1780–1782, duchowny pisarz wielki koronny w latach 1778–1786, opat koadiutor hebdowski w 1777 roku, kanonik lwowski, proboszcz doliński, proboszcz rodatycki w 1766 roku, kawaler Orderu Świętego Stanisława w 1779 roku, 
Brat biskupa chełmskiego Jana Alojzego Aleksandrowicza.